# سوزان فون بورسودي
سوزان فون بورسودي (بالألمانية: Suzanne von Borsody )‏ (و. 1957  م) هي ممثلة صوت، وممثلة أفلام ألمانية، ولدت في ميونخ.

## جوائز
حصلت على جوائز منها:
- Deutscher Fernsehpreis [الإنجليزية]‏ (2014)
- صليب وسام الاستحقاق من جمهورية ألمانيا الاتحادية
- وسام الاستحقاق البافاري.

## وصلات خارجية
- سوزان فون بورسودي على موقع IMDb (الإنجليزية)
- سوزان فون بورسودي على موقع مونزينجر (الألمانية)
- سوزان فون بورسودي على موقع ألو سيني (الفرنسية)
- سوزان فون بورسودي على موقع ميوزك برينز (الإنجليزية)
- سوزان فون بورسودي على موقع أول موفي (الإنجليزية)
- سوزان فون بورسودي على موقع قاعدة بيانات الأفلام السويدية (السويدية)
- سوزان فون بورسودي على موقع ديسكوغز (الإنجليزية)
- سوزان فون بورسودي على موقع قاعدة بيانات الفيلم (الإنجليزية)
- سوزان فون بورسودي على موقع كينوبويسك (الروسية)